# Felix Keller

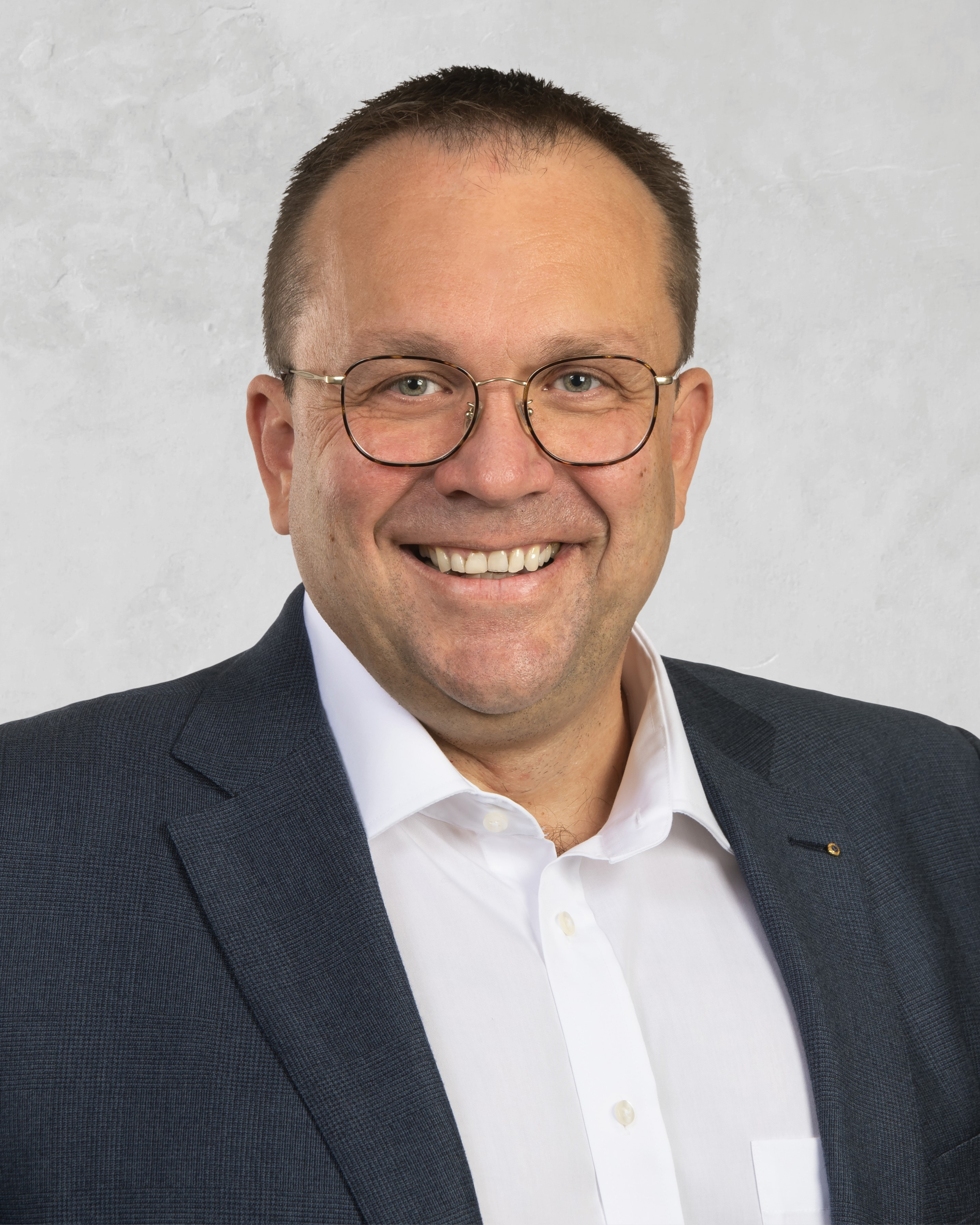
Felix Keller (2023)

Felix Keller (* 29. Juli 1975 in St. Gallen) ist ein Schweizer Politiker (FDP). Er vertritt seit November 2023 den Wahlkreis St. Gallen im Kantonsrat des Kantons St. Gallen. Seit Januar 2009 politisiert er im Stadtparlament St. Gallen und präsidiert seit November 2017 die FDP/JF-Fraktion. Ausserdem ist er seit Januar 2013 Mitglied der Geschäftsprüfungskommission.

## Leben und Engagement
Felix Keller absolvierte die Kaufmännische Lehre bei der Gemeindeverwaltung Wittenbach und machte 1997 bis 2000 seinen Abschluss zum Betriebsökonom FH mit der Vertiefung Rechnungswesen/Controlling. Von 2001 bis 2006 war er als Geschäftsführer und Parteisekretär bei der FDP des Kantons und der Stadt St. Gallen tätig. Seit 2006 ist er Geschäftsführer der Gewerbeverbände St. Gallen.
Zudem engagiert sich Felix Keller in mehreren nebenberuflichen Tätigkeiten. Er ist unter anderem Vizeverwaltungspräsident Gewerbliche Liegenschaften AG und Vizepräsident AHV Gewerbe/GEFAK. Er ist Mitglied des Vorstands der Büro-Personalunion AHV und Mitglied der Tripartiten Kommission des Kantons St. Gallen sowie Verwaltungsrat der DOCK Gruppe AG und der SN Energie AG. Schliesslich ist er Beirat der OLMA Messen und OBA St. Gallen und Mitglied der Schlichtungsstelle für Arbeitsverhältnisse des Kreisgerichts St. Gallen. Bis 31. August 2024 war er Stabschef des Regionalen Führungsstabes St. Gallen.